# Laethisia Schimek
Laethisia Schimek (* 5. Dezember 1992) ist eine deutsche Inline-Speedskaterin, die insbesondere auf Sprintstrecken spezialisiert ist.

## Karriere
Sie begann im Alter von zwei Jahren mit dem Inlineskaten. 2012 gewann sie 20-jährig ihre erste Medaille bei den Inline-Speedskating-Europameisterschaften in Szeged. Im 300 Meter-Sprint belegte sie den zweiten Platz.
Mit zwei Gold- und fünf Silbermedaillen war Schimek die erfolgreichste deutsche Teilnehmerin bei den Europameisterschaften 2013 in Almere. 2014 gewann sie bei den Europameisterschaften in Geisingen insgesamt fünf Medaillen, davon zweimal Gold.
Seit 2012 startet Schimek für das Powerslide Matter World Team.

## Erfolge
2008
- DM
  - Bronze Teamzeitfahren

2009
- DM
  - Bronze Staffel (Bahn) und 1000 m (Bahn)

2010
- DM
  - Silber Teamverfolgung
  - Bronze 300 m (Bahn) und 500 m (Bahn)

2011
- JWM in Yeosu
  - Bronze 3000 m Staffel (Bahn) und 5000 m Staffel (Straße)
- DM
  - Gold Teamzeitfahren

2012
- EM in Szeged
  - Silber 300 m (Bahn)
- DM
  - Silber 300 m (Bahn)

2013
- EM in Almere
  - Gold 300 m (Bahn) und 500 m (Bahn)
  - Silber 200 m (Bahn), 3000 m Staffel (Bahn), 200 m (Straße), 500 m (Straße) und 5000 m Staffel (Straße)
- DM
  - Gold 300 m (Bahn)

2014
- EM in Geisingen
  - Gold 500 m (Bahn) und 3000 m Staffel (Bahn)
  - Silber 300 m (Bahn) und 500 m (Straße)
  - Bronze 200 m (Straße)
- DM
  - Gold 300 m (Bahn) und 500 m (Bahn)
  - Silber 1000 m (Bahn)

2015
- WM in Kaohsiung
  - Silber 5000 m Staffel (Straße)
  - Bronze 3000 m Staffel (Bahn)
- EM in Wörgl und Innsbruck
  - Silber 500 m (Bahn), 3000 m Staffel (Bahn) und 5000 m Staffel (Straße)

2016
- WM in Nanjing
  - Gold 5000 m Staffel (Straße)
  - Bronze 100 m (Straße)
- EM in Heerde
  - Gold 500 m (Bahn), 100 m (Straße)
  - Silber 3000 m Staffel (Bahn)
  - Bronze 300 m (Bahn), 1 Runde (Straße)

2018
- EM in Ostende
  - Silber 500 m (Bahn)
  - Bronze 3000 m Staffel (Bahn) und 1 Runde (Straße)

2019
- EM in Pamplona
  - Bronze 500 m (Bahn)